# Miguel Ángel Lauri
Miguel Ángel Lauri, també conegut a França com a Michel Lauri, (29 d'agost de 1908 - 26 de setembre de 1994) fou un futbolista argentí de la dècada de 1930.
El seu principal club fou Estudiantes de La Plata. Durant els anys 30 formà part de la línia d'atac del club que es feu famosa amb el sobrenom de Los Profesores (els professors). Va rebre el sobrenom de Flecha de Oro (fletxa d'or) per la força de xut que tenia amb el peu dret. Amb la selecció argentina debutà el 1929. Només marcà un gol amb la selecció, durant la Copa Amèrica de 1935. El 1937 marxà a França on fitxà pel Sochaux-Montbéliard, club amb el qual guanyà la lliga el 1938. També disputà un partit amb la selecció francesa el 1937. El 1939, començant la Segona Guerra Mundial, retornà a Sud-amèrica, passant els seus darrers anys com a futbolista al CA Peñarol de Montevideo.

## Palmarès
| Temporada | Equip               | Títol                    |
| --------- | ------------------- | ------------------------ |
| 1938      | Sochaux-Montbéliard | Lliga francesa de futbol |